# Ventriculul al patrulea

Ventriculul al patrulea reprezentat 3D cu roşu

Ventriculul al patrulea sau Ventriculul IV (Ventriculus quartus) este o cavitate în formă de cort a rombencefalului căptușită cu ependim și provine din dilatarea canalului ependimar. Ventriculul IV este plin cu lichid cerebrospinal și este situat în fosa craniană posterioară, în fața cerebelului și în spatele punții și porțiunii superioare a bulbului rahidian. Cavitatea ventriculului are un contur triunghiular în secțiune sagitală și are o formă romboidală în secțiunea orizontală. Este continuat inferior cu canalul central al bulbului rahidian și superior cu apeductul cerebral al mezencefalului. 
Ventriculul IV prezintă 
- 2 pereți: peretele anterior (planșeul ventriculului IV), constituit de fosa romboidă și peretele posterior (tavanul ventriculului IV).
- 4 margini: 2 margini inferioare și 2 margini superioare.
- 4 unghiuri: superior, inferior și două unghiuri laterale.
- 5 recesuri: 2 recesuri laterale pe care se află apertura laterală (orificiul lui Luschka), un reces dorsal median, 2 recesuri dorsale laterale.
- Pânza coroidiană a ventriculului IV și plexurile coroidiene ale ventriculului IV.
- 5 deschideri a ventriculului IV: apertura mediană (orificiul lui Magendie), 2 aperturi laterale (orificiile lui Luschka), canalul central al bulbului rahidian și apeductul cerebral (Sylvius) al mezencefalului.

Înțelegerea structurii ventriculului IV este esențială, în primul rând pentru că el este plasat strategic în mijlocul structurilor vitale aflate în maduva spinarii, punte și cerebel, și în al doilea rând pentru că tavanul său are trei deschideri importante (orificiul Magendie și orificiile Luschka), care permit lichidului cerebrospinal a se scurge din sistemul ventricular al creierului în spațiul subarahnoidian.